# Masacre de Manila
La Masacre de Manila hace referencia a las atrocidades cometidas en la ciudad de Manila en febrero de 1945 contra civiles filipinos por tropas japonesas en retirada finalizando la Segunda Guerra Mundial. Diversas fuentes cifran el número de víctimas en al menos 100.000 personas.
Se trata de uno de los mayores crímenes de guerra cometidos por el Ejército Imperial Japonés desde la invasión de Manchuria en 1931 hasta el final de la Segunda Guerra Mundial.

## Contexto histórico
En febrero de 1945, quizá tomando como modelo el ejemplo de Stalingrado, unidades japonesas, en especial marineros, bajo el mando del Contraalmirante Sanji Iwabuchi fortificaron la parte sur de la ciudad, superpoblada, y decidieron atrincherarse ante la llegada de tres divisiones norteamericanas.
Los soldados y marinos japoneses atacaron a los refugiados filipinos que, desde el sur del río Pásig, huían sin control ante la inminencia de la batalla y que se colocaban además a tiro de la artillería aliada. Esta, sin ahorrar potencia de fuego, utilizando artillería y aviación para abrirse paso, arrojaría cerca de dieciséis mil bombas, produciendo así numerosas víctimas civiles.
Los japoneses luchaban en primera línea desde cada casa o incluso desde las alcantarillas, de donde eran sacados con lanzallamas o granadas. Los norteamericanos iban paso a paso, liberando edificio a edificio. Atrás, en algunas zonas de la ciudad, en cierto momento los japoneses perdieron la cabeza al dirigir atrozmente sus ataques contra los propios civiles. Hacia el final un grupo de japoneses tomó a tres mil rehenes, los condujo a un lugar apartado y asesinó a un tercio de ellos. La batalla duró cerca de un mes, hasta que MacArthur entró en la ciudad el 27 de febrero.

## La batalla
La batalla comenzó con un ataque sorpresa estadounidense por el norte para liberar a los detenidos en el campo de internamiento de la Universidad de Santo Tomás. Fue un éxito que condujo a Douglas MacArthur a anunciar la liberación de Manila; incluso llegó a pensar en hacer una marcha victoriosa por la ciudad. Finalmente, esta marcha no llegó a realizarse, para fortuna de MacArthur, ya que las masacres del resto de la ciudad automáticamente habrían relacionado su nombre con un innecesario derramamiento de sangre.
Tras haber tomado el barrio de España, los norteamericanos se ralentizaron por la creciente resistencia nipona, aumentada por un caos cada vez mayor. La violencia y las matanzas comenzaron por los prisioneros políticos en Fuerte Santiago el mismo día de la liberación; además, siguió con asesinatos indiscriminados a lo largo del mes entero que tardó la ciudad en liberarse de los soldados japoneses.
La tan ansiada noticia de la liberación llegó el día 3 de marzo, un mes después del primero de los ataques, pero el final de la guerra tardó un tiempo en llegar.
Manila se convirtió en la segunda ciudad más bombardeada de esos años, detrás de Varsovia, y la liberación fue mucho más amarga de lo que nadie se esperaba, ya que los daños a la población civil fueron inconmensurables. En este fragmento de historia se cuenta con la importante declaración de un hombre que lo vivió en primera persona. El padre Juan Labrador, director del colegio San Juan Letrán, expresó con clarísima ironía: "Se temían actos de barbarie, pero no matanzas al por mayor".

## La colonia española
La colonia española resultó especialmente afectada por la batalla. Esto viene ligado a que gran parte de ella residía en la zona más afectada por las muertes, Malate, pero también porque muy pocos habían dejado la ciudad. Las razones de ello fueron el miedo a los saqueos, a una posible retirada nipona y a la carencia de familiares en provincias a los que poder acudir.
Una razón adicional va ligada a la política, ya que algunos españoles y alemanes pensaron que serían respetados debido a las relaciones de Japón con su país, pero en febrero del año 1945, cuando ya no había futuro para los japoneses, los nombres Hitler, Franco, Alemania y España ya no significaban nada,  ya no contaban ni las alianzas ni los lazos de amistad. Por entonces, ya lo único que importaba era que el mundo no se enterase de su derrota.
Aquellos que se refugiaron en el consulado de España fueron los más cruelmente atacados. El edificio había acogido a un buen número de familias filipinas y españolas que confiaban en que las banderas del Eje les garantizarían protección. Sin embargo, el grupo de soldados que protagonizaba la masacre debió verse más atraído por tal concentración de gente a la que matar que por tales banderas. El primer asesinado fue el vigilante falangista Ricardo García Buch. Después asaltaron el edificio y lo quemaron. En el incendio murieron las 50 personas que allí se refugiaban, salvándose solo una niña. Las banderas y la presunta simpatía política realmente habían servido de diana más que de escudo de salvación.
Del total de 50.000 filipinos civiles fallecidos, un buen número eran súbditos españoles, así como filipinos hispanos, tal y como indica la gran cantidad de relatos escritos en castellano por algunos supervivientes.

## Reacciones
España debía actuar rápidamente.  José Félix de Lequerica, nombrado entonces embajador español en Washington y encargado de ganarse el favor de EE. UU., se apresuró a concertar una entrevista con el secretario de Estado a fin de tratar del problema de la colonia hispana en Filipinas. Sin duda alguna, el encuentro conllevaba un importante contenido político. El cónsul español en Manila, Sr. Del Castaño pasaba por ser antiamericano y a su vez afecto a los japoneses, de manera que la actuación de Madrid quedó condicionada por ello.
En pocos días las atrocidades cometidas por Japón (país que, por ser del Eje, había contado hasta entonces con expresa simpatía del gobierno franquista de España) llegaron a la opinión pública. La necesidad de contrarrestar la propaganda antifranquista comenzó el mismo día en que Madrid anunciaba la llegada del nuevo embajador de Washington, abriéndose así un nuevo camino diplomático. En este contexto, Lequerica hizo que se prohibiera a la prensa toda noticia de fuente japonesa o, simplemente, que mostrara simpatía por ese país. Se permitió, sin embargo, que los medios de comunicación expresaran la gravedad de la situación de Filipinas, tanto en sus páginas como a través del NO-DO.
Lo más sorprendente fue la autorización al corresponsal de la Agencia EFE en Washington, Manuel Casares, quién habló de las atrocidades de Manila señalando que habían tenido lugar justo en el momento en que España trata de mejorar las relaciones con los aliados.
Para la prensa internacional, la ambigua posición de España ante los aliados tenía por objeto tantear su actitud, y se apuntaba la posibilidad de una ruptura de relaciones con Japón e incluso una entrada en guerra antes de que se produjese la Conferencia de San Francisco.
El caso es que, con tal de acercarse a los aliados, Madrid trató de utilizar su papel de víctima en la masacre de Manila. El contexto estaba cambiando y Londres se da cuenta de que las intenciones de España están dirigidas primordialmente a Estados Unidos.  Así, y por última vez, un representante de EE. UU. sugiere a Lequerica romper con Tokio, ya que desde Washington las ventajas sobre la contienda se consideran escasas y su propuesta es ignorarla. La postura de este país se había endurecido a raíz del declive de los reformadores conservadores como por ejemplo, Hayes y Grew.
Los distintos gobiernos aliados habían llegado a posturas parecidas sobre Madrid. En este contexto, tiene lugar la visita del embajador Armour a Lequerica, en la que en una cena privada le indicó claramente el rechazo de su gobierno a que Madrid entrase en guerra, pero la decisión de España de endurecer la postura hacia Japón ya estaba tomada y siguió en marcha. Por supuesto, el contexto en que se producía había cambiado por completo. Sin embargo, el camino hacia dicho enfrentamiento iba a ser más difícil de lo que se había augurado.